# 2022 في الاتحاد الأوروبي
أحداث عام 2022 في الاتحاد الأوروبي.
- رئيس المجلس الأوروبي
  -  شارل ميشيل
- رئيس المفوضية الأوروبية
  -  أورسولا فون دير لاين
- رئاسة مجلس الاتحاد الأوروبي
  -  فرنسا (يناير – يونيو)
  -  جمهورية التشيك (يوليو – ديسمبر)
- رئيس البرلمان الأوروبي
  -  روبرتا ميتسولا
- الممثل السامي
  -  جوزيب بوريل

## الأحداث

### يناير
- 6 يناير - أعلنت الحكومة الليتوانية أنها لن تمدد حالة الطوارئ على الحدود الخارجية مع بيلاروسيا.[1]
- 16 يناير - الصرب يصوتون في استفتاء على ما إذا كانوا سيوافقون على إصلاح دستوري من شأنه أن يجعل النظام القضائي الصربي أقرب إلى النموذج المطلوب للبلاد للانضمام إلى الاتحاد الأوروبي.
- 27 كانون الثاني (يناير) - وافقت وكالة الأدوية الأوروبية بشروط على استخدام دواء باكسلوفيد Paxlovid عن طريق الفم من شركة فايزر المضادة لـ COVID-19 للمرضى البالغين المعرضين لمخاطر عالية.[2]

### فبراير
- 1 فبراير - يقيد الاتحاد الأوروبي صلاحية شهادة COVID الرقمية للاتحاد الأوروبي لتسعة أشهر فقط بعد تلقي جرعته الثانية من لقاح كوفيد-19.[3][4]
- 16 فبراير - رفضت محكمة العدل الأوروبية الطعون التي قدمتها بولندا والمجر ضد اللائحة وأكدت أن اللائحة تتوافق مع معاهدات الاتحاد الأوروبي. سيسمح هذا للمفوضية الأوروبية بتعليق الأموال من ميزانية الاتحاد الأوروبي إلى الدول الأعضاء التي لديها قضايا سيادة القانون والتي من المحتمل أن تؤثر على إدارة أموال الاتحاد الأوروبي.[5]
- 21 فبراير - يقول الاتحاد الأوروبي إنه مستعد لفرض عقوبات على روسيا إذا اعترفت الدولة بجمهورية دونيتسك الشعبية وجمهورية لوهانسك الشعبية, وهما منطقتان منفصلتان في أوكرانيا أعلنتا الاستقلال في عام 2014. تعتبر أوكرانيا المنظمات الإرهابية شبه الدول.[6]
- 22 فبراير - وزراء خارجية الدول الأعضاء في الاتحاد الأوروبي يتفقون على حزمة عقوبات جديدة ضد روسيا.[7]
- 24 فبراير - قال الاتحاد الأوروبي إنه سيقدم "حزمة أقوى وأقسى" من العقوبات على الاقتصاد الروسي رداً على الغزو.[8]
- 25 فبراير - الاتحاد الأوروبي يجمد جميع الأصول التي يحتفظ بها الرئيس الروسي فلاديمير بوتين ووزير الخارجية سيرغي لافروف في الاتحاد الأوروبي.[9]
- 27 فبراير -
  - يقول الاتحاد الأوروبي إنه سيوفر طائرات مقاتلة ويمول 500 مليون يورو لشراء وتسليم الأسلحة إلى أوكرانيا, وهي المرة الأولى التي يقوم فيها الاتحاد الأوروبي بذلك. كما سيوفر الاتحاد الأوروبي 50 مليون يورو من الإمدادات الطبية.[10]
  - قامت كندا والاتحاد الأوروبي والمملكة المتحدة والولايات المتحدة واليابان بتجميد جميع أصول البنك المركزي الروسي وصندوق الثروة الوطني الروسي الخاضع لولايتها القضائية, مما يمنع استخدام أكثر من ثلث احتياطيات روسيا من النقد الأجنبي البالغة 630 مليار دولار.[11]
  - المجال الجوي للاتحاد الأوروبي مغلق أمام الطائرات الروسية.[12]
  - يفرض الاتحاد الأوروبي عقوبات على بيلاروسيا, ويمنع استيراد بعض السلع, بما في ذلك الأخشاب والصلب والوقود المشتق من النفط والأسمنت.[13]
- 28 فبراير -
  - ردًا على حظر الطائرات الروسي, تحظر السلطات الروسية شركات الطيران التابعة للاتحاد الأوروبي والمملكة المتحدة من الهبوط في المجال الجوي الروسي أو عبوره.[14]
  - يوقع الرئيس الأوكراني فولوديمير زيلينسكي على طلب انضمام بلاده إلى الاتحاد الأوروبي.[15]
  - ردت وزيرة خارجية ألمانيا, أنالينا بربوك, على طلب انضمام فولوديمير زيلينسكي, قائلة إن الانضمام إلى الاتحاد لا يمكن أن يتم في غضون أشهر.[16][17]
  - يوقع رؤساء الدول الأعضاء في الاتحاد الأوروبي الثمانية: بلغاريا وجمهورية التشيك وإستونيا ولاتفيا وليتوانيا وبولندا وسلوفاكيا وسلوفينيا معًا على رسالة مفتوحة تحث الدول الأعضاء الأخرى على منح وضع أوكرانيا كمرشح على الفور.[18]

### مارس
- 1 مارس - البرلمان الأوروبي يقبل رسميًا طلب أوكرانيا لعضوية الاتحاد الأوروبي.[19]
- 2 مارس - قام الاتحاد الأوروبي بإزالة سبعة بنوك روسية من نظام سويفت للرسائل المالية, بما في ذلك بنك في تي بي وNovikombank وPromsvyazbank وبنك روسيا وSovcombank وVEB. RF.[20]
- 3 مارس -
  - أعلنت كل من جورجيا ومولدوفا أنهما تتقدمان بطلب لعضوية الاتحاد الأوروبي.[21][22]
  - تم إيقاف بث شبكة التلفزيون الروسية آر تي في الاتحاد الأوروبي والمملكة المتحدة بسبب تغطيتها للغزو الروسي لأوكرانيا.[23]
- 11 مارس - أعلن الاتحاد الأوروبي أنه سيحظر جميع واردات سلع الحديد والصلب من روسيا, وحظر تصدير السلع الفاخرة إلى روسيا, وتجميد أصول العملات المشفرة الروسية.[24]
- 25 مارس - أعلنت مجموعة VR المملوكة للدولة في فنلندا أنها ستعلق جميع خدمات القطارات على خط سكة حديد ريهيماكي - سانت بطرسبرغ, الذي يربط بين هلسنكي وسانت بطرسبرغ, في 28 مارس. سيؤدي التعليق إلى إغلاق أحد طرق النقل العام الأخيرة للروس المؤدية إلى الاتحاد الأوروبي.[25]

### أبريل
- 1 أبريل - تسافر روبرتا ميتسولا رئيسة البرلمان الأوروبي إلى كييف للقاء الرئيس الأوكراني فولوديمير زيلينسكي ورئيس البرلمان الأوكراني روسلان ستيفانتشوك, ثم يلقي كلمة في البرلمان الأوكراني. ميتسولا هو أول مسؤول أوروبي يزور أوكرانيا منذ بدء الغزو الروسي.[26]
- 9 أبريل - أعلن الممثل الأعلى للاتحاد الأوروبي جوزيب بوريل أن الاتحاد الأوروبي وإيطاليا سيستأنفان عملياتهما الدبلوماسية في كييف بعد الانتقال مؤقتًا إلى لفيف.[27]
- 12 أبريل / نيسان - علق الاتحاد الأوروبي بعض أنشطته العسكرية في مالي بسبب التورط المزعوم لشركات عسكرية روسية خاصة في الصراع, خاصة خلال حصار مورا في مارس.[28]
- 27 أبريل - تقترح المفوضية الأوروبية رفع جميع التعريفات الجمركية على المنتجات الأوكرانية غير المشمولة باتفاقية الشراكة بين الاتحاد الأوروبي وأوكرانيا لمدة عام واحد, مع تسهيل شروط التجارة على السلع الأخرى. يجب أن يوافق البرلمان الأوروبي والدول الأعضاء على التعليق المؤقت.[29]

### مايو
- 4 مايو - يقترح الاتحاد الأوروبي حظر جميع واردات النفط من روسيا بحلول نهاية العام, وكذلك إزالة سبيربنك, أكبر بنك في روسيا, من سويفت.[30]
- 8 مايو - أوصى الاتحاد الأوروبي الولايات المتحدة بإزالة الحرس الثوري الإيراني من القائمة السوداء لمنظماته الإرهابية.[31]
- 11 مايو - أعلنت وكالة سلامة الطيران التابعة للاتحاد الأوروبي (EASA) والمركز الأوروبي للوقاية من الأمراض ومكافحتها (ECDC) في بيان مشترك أنه اعتبارًا من الأسبوع المقبل, لم تعد الأقنعة مطلوبة للرحلات الجوية أو في المطارات. ومع ذلك, تطلب EASA من الركاب "التصرف بمسؤولية واحترام خيارات الآخرين من حولهم", بينما توصي ECDC الركاب بمواصلة ممارسة التباعد الاجتماعي إذا كان من الممكن القيام بذلك بطريقة غير مزعجة.[32]
- 20 مايو - أعلنت روسيا أنها ستعلق إمداداتها من الغاز الطبيعي إلى فنلندا اعتبارًا من الساعة 4:00 بتوقيت جرينتش غدًا بسبب رفض فنلندا الامتثال لطلب روسيا بدفع ثمن الغاز بالروبل.[33]
- 21 مايو - علقت شركة غازبروم الروسية صادرات الغاز الطبيعي إلى فنلندا بسبب رفض فنلندا الامتثال لمطلب روسيا دفع ثمن الغاز بالروبل.[34]
- 30 مايو - بعد أسابيع من المداولات, وافقت جميع الدول الأعضاء في الاتحاد الأوروبي على فرض حظر نفطي على معظم واردات النفط من روسيا (باستثناء ذلك الذي تجلبه خطوط الأنابيب), ليتم تنفيذه بالكامل بحلول نهاية العام, و قطع سبيربنك عن سويفت.[35]
- 31 مايو - اتفقت المملكة المتحدة والاتحاد الأوروبي على تطبيق حظر على التأمين على ناقلات النفط الروسية, والذي سيتم تنفيذه على مراحل في غضون 6 أشهر. سيؤدي هذا إلى جعل الغالبية العظمى من ناقلات النفط غير قابلة للتأمين حيث أن معظم المؤسسات التي تقوم بالتأمين تقع في أوروبا الغربية.[36]

### يونيو
- 1 يونيو - أظهرت استطلاعات الرأي أن حوالي ثلثي الدنماركيين صوتوا لصالح انضمام الدنمارك إلى سياسة الأمن والدفاع المشتركة للاتحاد الأوروبي, مما أنهى سياسة الدنمارك التي استمرت 30 عامًا في الانسحاب.[37]
- 7 يونيو - وافقت المفوضية الأوروبية على جعل USB Type-C منفذ الشحن المشترك لجميع الهواتف المحمولة والأجهزة اللوحية والكاميرات في الاتحاد الأوروبي بحلول خريف 2024.[38]
- 9 يونيو -
  - قررت بولندا رفع حالة الطوارئ بسبب محاولات المهاجرين عبور الحدود بين روسيا البيضاء وبولندا, قائلة إن الحاجز الحدودي الذي تبنيه قد اكتمل في الغالب.[39]
  - البرلمان الأوروبي يتبنى قرارا يحث على تعديل معاهدات الاتحاد الأوروبي لإلغاء مبدأ الإجماع في صنع القرار فيما يتعلق بالعقوبات والسياسة الخارجية ومنح البرلمان حق المبادرة التشريعية.[40]
- 13 يونيو - أكدت الحكومة البريطانية أنها ستمضي قدمًا في خطط إنهاء بروتوكول أيرلندا الشمالية من أجل تسهيل تدفق البضائع بين بريطانيا العظمى وأيرلندا الشمالية. يتهم الاتحاد الأوروبي المملكة المتحدة بخرق القانون الدولي من خلال نقض الاتفاقية التي تم التوصل إليها خلال مفاوضات خروج بريطانيا من الاتحاد الأوروبي.[41]
- 14 يونيو - الاتحاد الأوروبي يزيل أكبر بنك روسي سبيربنك والبنك الزراعي الروسي وبنك الائتمان في موسكو من نظام المدفوعات الدولي سويفت كجزء من جولة أخرى من العقوبات الاقتصادية على روسيا بسبب غزوها لأوكرانيا.[42]
- 15 يونيو - بدأ الاتحاد الأوروبي إجراءات قانونية ضد المملكة المتحدة, بدعوى انتهاك اتفاقيات ما بعد خروج بريطانيا من الاتحاد الأوروبي فيما يتعلق ببروتوكول أيرلندا الشمالية.[43]
- 17 يونيو - أوصت المفوضية الأوروبية بأن يمنح المجلس الأوروبي وضع مرشح أوكرانيا للانضمام إلى الاتحاد الأوروبي.[44]
- 19 يونيو / حزيران - يدين الاتحاد الأوروبي نظام العدالة "المعيب هيكلياً" في بوليفيا والافتقار إلى "الإجراءات القانونية الواجبة" في محاكمة جانين أنيز ويطالب بالإفراج عنها.[45]
- 23 يونيو - الاتحاد الأوروبي يمنح رسميًا وضع المرشح الرسمي لأوكرانيا ومولدوفا.[46]
- 24 يونيو - بلغاريا ترفع حق النقض ضد محاولة مقدونيا الشمالية الانضمام إلى الاتحاد الأوروبي.[47]
- 30 يونيو - الاتحاد الأوروبي يوقع اتفاقية تجارة حرة مع نيوزيلندا.[48]

### يوليو
- 12 يوليو - يقبل الاتحاد الأوروبي رسميًا كرواتيا باعتبارها العضو العشرين في منطقة اليورو. ستتبنى كرواتيا عملة اليورو في 1 يناير 2023.[49]
- 13 يوليو / تموز - المفوضية الأوروبية تسمح لروسيا باستئناف شحن البضائع المحظورة بالسكك الحديدية إلى معقلها في كالينينغراد, بعد التهديدات الروسية ضد ليتوانيا. ومع ذلك, لا يزال عبور المعدات العسكرية عبر الأراضي الليتوانية محظورًا.[50]
- 16 يوليو - مجلس مقدونيا الشمالية يمرر اقتراحًا لتعديل دستور مقدونيا الشمالية للاعتراف بالأقلية البلغارية, بينما يتعهد بمناقشة القضايا المتبقية مع الحكومة البلغارية. في المقابل, ستسمح بلغاريا ببدء محادثات العضوية مع الاتحاد الأوروبي.[51]
- 19 يوليو - بدء المفاوضات بشأن انضمام شمال مقدونيا وألبانيا إلى الاتحاد الأوروبي في بروكسل.[52]
- 20 يوليو - الاتحاد الأوروبي يحظر استيراد الذهب من روسيا ويجمد أصول سبيربنك.[53]
- 22 يوليو - المفوضية الأوروبية تطلق أربعة إجراءات قانونية جديدة ضد المملكة المتحدة بسبب الانتهاكات المزعومة لاتفاقية الانسحاب من الاتحاد الأوروبي المتعلقة بتمرير قانون بروتوكول أيرلندا الشمالية.[54]
- 26 يوليو - وافق وزراء الطاقة في الاتحاد الأوروبي على تشريع لخفض الطلب على الغاز من قبل بعض الدول الأعضاء بنسبة 15% من أغسطس حتى مارس 2023.[55]
- 27 يوليو - شركة الطاقة الروسية غازبروم تخفض كمية الغاز الطبيعي المتدفقة عبر خط أنابيب نورد ستريم 1 من روسيا إلى أوروبا إلى 20% من سعة خط الأنابيب.[56]
- 28 يوليو - السلطات في هانوفر، ألمانيا, أوقفت التدفئة وانتقلت إلى الحمامات الباردة في جميع المباني العامة, وكذلك أغلقت نوافير المياه العامة وسط أزمة طاقة بعد أن خفضت غازبروم إمدادات الغاز إلى ألمانيا من خلال خط أنابيب نورد ستريم 1[57]

### أغسطس
- 9 أغسطس - قالت شركة ترانس نفط الروسية إن أوكرانيا علقت تدفق النفط الروسي عبر خط أنابيب دروزبا إلى جمهورية التشيك والمجر وسلوفاكيا بعد أن عجزت عن دفع رسوم العبور لشركة أوكر ترانس نافتا الأوكرانية. وتقول شركة خطوط الأنابيب في جمهورية التشيك إنها تتوقع استئناف الإمدادات عبر خط الأنابيب في غضون عدة أيام.[58]
- 18 أغسطس - أفاد مكتب إحصاءات الاتحاد الأوروبي أن التضخم في منطقة اليورو ارتفع إلى مستوى قياسي بلغ 8.9% في يوليو.[59]

### سبتمبر
- 24 سبتمبر - في اليوم السابق للانتخابات العامة الإيطالية لعام 2022, سُئلت أورسولا فون دير لاين، رئيسة المفوضية الأوروبية, عن حلفاء فلاديمير بوتين المحتملين في النظام السياسي الإيطالي والانتخابات المقبلة, فردت عليها قائلة: الذهاب في اتجاه صعب, لقد تحدثت عن المجر وبولندا, لدينا أدوات ". أثار التعليق ردود فعل قوية من بعض السياسيين الإيطاليين, وخاصة من سالفيني ورينزي.[60][61]
- 25 سبتمبر - أجريت الانتخابات العامة الإيطالية لعام 2022 لانتخاب جميع مقاعد مجلس النواب البالغ عددها 400 و 200 مقعدًا في مجلس شيوخ الجمهورية.[62] وعلق المراقبون على أن النتائج غيرت الجغرافيا السياسية للاتحاد الأوروبي, بعد مكاسب اليمين المتطرف في فرنسا وإسبانيا والسويد.[63][64][65] كما لوحظ أن نتيجة الانتخابات ستمثل أول حكومة بقيادة يمينية متطرفة في إيطاليا وأكبر حكومة يمينية في البلاد منذ عام 1945.[66][67][68]

## أنظر أيضا
- الاتحاد الأوروبي
- تاريخ الاتحاد الأوروبي
- سياسة الاتحاد الأوروبي
- المفوضية الأوروبية

### الجداول الزمنية ذات الصلة للفترة الحالية
- 2022
- عقد 2020